# Ellen Ochoa
Pour les articles homonymes, voir Ellen et Ochoa.
Ellen Ochoa est une astronaute américaine d'origine hispanique née le 10 mai 1958 et actuelle directrice du Centre spatial Lyndon B. Johnson.

## Biographie
Ellen Ochoa est née le 10 mai 1958 à Los Angeles, en Californie, mais considère La Mesa, où elle a grandi, comme sa ville natale. Elle est diplômée de l'école secondaire Grossmont de La Mesa en 1975. Ellen a obtenu un baccalauréat universitaire ès sciences en physique de l'université d'État de San Diego en 1980, une maîtrise universitaire ès sciences et un doctorat en génie électrique de l'université Stanford en 1981 et 1985, respectivement.
En tant que doctorante à l'université Stanford, puis en tant que chercheuse aux Sandia National Laboratories et au NASA Ames Research Center de la NASA, elle a étudié les systèmes optiques de traitement de l'information.
Elle a été sélectionnée par la NASA en janvier 1991 pour devenir astronaute et l'est devenue  en juillet 1991. Ses missions techniques au sein du Bureau des astronautes comprenaient le suivi des logiciels de vol, du matériel informatique et de la robotique, l'assistance à la station spatiale auprès du chef du Bureau des astronautes, la communication avec les engins spatiaux (CAPCOM) et la fonction de chef adjoint du Bureau des astronautes.
Elle est devenue la première femme hispanique à aller dans l'espace, lorsqu'elle a participé à une mission de neuf jours à bord de la navette spatiale Discovery en 1993. Le but de la mission de la navette était d'étudier la couche d'ozone de la Terre. Vétéran de quatre vols spatiaux au total, Ellen Ochoa a passé près de 1000 heures dans l'espace. Elle était spécialiste de mission sur la mission STS-56 (1993), commandant de la charge utile sur la mission STS-66, et était spécialiste de mission et ingénieur de vol sur les missions STS-96 et STS-110 en 2002,. Elle était dans les équipes de contrôle de mission lors de la catastrophe de la navette spatiale Columbia et a été l'une des premières personnes informées de la couverture télévisée montrant la désintégration de Columbia.
À partir de 2007, après avoir pris sa retraite de l'exploitation des vaisseaux spatiaux, M. Ochoa a occupé le poste de directeur adjoint du Centre spatial Johnson, où il a contribué à la gestion et à la direction du Bureau des astronautes et de l'exploitation des vaisseaux. Le 1er janvier 2013, M. Ochoa est devenu la première Hispanique et la deuxième femme directrice du Centre spatial Johnson de la NASA. Ellen Ochoa a été nommée vice-présidente du National Science Board (en) pour la période 2018-2020. Elle préside ensuite le comité d'évaluation des candidatures pour la Médaille nationale de la technologie et de l'innovation (distinction américaine).

## Vols réalisés
- Spécialiste de mission lors de la mission STS-56, du 8 au 17 avril 1993,
- Spécialiste de charge utile sur STS-66, du 3 au 14 novembre 1994,
- Spécialiste de mission et ingénieur de vol lors des missions STS-96 (du 27 mai au 6 juin 1999) et STS-110 (du 8 au 19 avril 2002).

## Honneur
L'astéroïde (117703) Ochoa a été nommé en son honneur le 27 janvier 2021, dans la Minor Planet Circular no 128944.